# 윤우선
윤우선 (1977년 ~ )은 대한민국의 배우, 모델 및 기자이며, 현재 스페인 공중파 방송 채널 라 섹스타의 엘 인테르메디오에서 활동하고 있다.

## 생애

### 교육
윤우선은 1977년 대한민국 부산에서 태어나, 1994년부터 1996년간 부산외국어대학교에서 정치학, 국제관계 및 언어학을 공부하였다. 그 후 캐나다의 토론토에서 1996년부터 1998년까지 외교정책을 공부하였다.
2002년부터 2004년간 스페인 마드리드의 라 바라카라는 연극회사에서 일하면서 대학전공을 포기하고, 통번역을 배우기로 결심하였다.

### 직업
하비에르 도밍고의 Mala uva(2003)의 배역으로 처음 데뷔를 하였다. The Corrs 뿐 아니라 알레한드로 산즈의 뮤지컬 비디오에 참가하고 많은 영화 및 방송 CF에 등장하기도 하였다. 얼마 되지 않아 호아킨 오리스텔의 Inconscientes(2003) 및 마누엘 고메즈 페레이라의 Cosas que hacen que la vida valga la pena (2003)에도 출현하였다. 최근 출현 영화로는 산티아고 세구라의 Torrente 3 (2005) 및 안톤 레이샤의 Hotel Tívoli가 있다. 윤우선은 또한 아릭 체트릿의 Un corte a su medida (2004) 단편영화 주인공으로도 출현하였다.
방송에서는 안테나 3의 Manolito Gafotas (2003), La sopa boba (2004), Lobos (2004) 및 텔레 5의 Motivos Personales (2005) 같은 드라마에도 출현하였다.
기자로는 Canal Sur의 Punto y Medio (2003-2004) 와 Ratones Coloraos (2004-2006)에도 출현하였다.
현재 라 섹스타의 El intermedio에 출현중이며, Gran Wyoming과 함께 세비야의 우트레라출신임을 강조하며 유명인 및 일반인의 보고기자 역할을 맞고 있다. El intermedio에 출현하는 것 뿐 아니라, 2008년 12월 11일과 2009년 1월 19일에 라 섹스타의 Sé lo que hicisteis...라는 프로그램에서도 2번의 스케치를 하였다.
2009년 7월에는 스페인 시트콤 Las estupendas의 주연을 맞고있다.

## 연기활동

### 영화
- Dieta mediterránea
- La luna en botella
- Hotel Tívoli
- Torrente 3
- Mala uva
- Inconscientes
- Un corte a su medida (cortometraje)
- Cosas que hacen que la vida valga la pena

### 방송
- Odiosas
- Motivos personales
- Lobos
- Manolito Gafotas
- La sopa boba
- Escenario Madrid
- Estados Alterados Maitena (cameo)
- Las estupendas (protagonista)
- La Familia Mata (cameo)

## 모델

### 스포츠 방송과 영화
- Verizon
- Airtel
- Ericsson
- Pepsi
- Cortefiel
- Vía Digital
- Movistar
- Gobierno Vasco
- Caja Madrid
- Parque Temático Warner

### 동영상
- Alejandro Sanz
- The Corrs
- Carlos Jean

## 기자
- Punto y Medio (2003-2004), Canal Sur.
- Ratones Coloraos (2004-2006), Canal Sur.
- El Intermedio (2007-2013), La Sexta.